# Telioneura carmania
Telioneura carmania là một loài bướm đêm thuộc phân họ Arctiinae, họ Erebidae.